# Pelym (district Garinski)
Pelym (Russisch: Пелым) is een plaats (selo) in het noordoosten  van de Russische oblast Sverdlovsk in het gemeentelijk district Garinski. De plaats ligt op 49 kilometer ten noordoosten van Gari aan de instroom van de Pelymrivier in de Tavda. De plaats ligt volledig geïsoleerd van de buitenwereld, afgezien van een aantal winterwegen en een smalspoorlijn 13 kilometer noordwestelijker bij het plaatsje Poeksinka.

## Geschiedenis

### Het Vorstendom Pelym en de Russische veroveringstochten
Hier was in de 15e en 16e eeuw de hoofdplaats van de Mansen gevestigd. Nadat Jermak het Tataarse kanaat Sibir en de Chantische en Mansische legers had verslagen tijdens de Slag bij de Tsjoevasjberg bij Qashliq (Isker) in 1582, was de Mansische weerstand nog niet gebroken. Rond Pelym lag het vorstendom Pelym (Russische benaming) de zuidwestelijkste van de 6 Chantische en Mansische vorstendommen (Obdorsk, Lyapin, Kazym, Koda, Belogorye en Pelym). Pelym vormde in die tijd de vesting van de Mansische prins Ablegirim. Deze had in 1581 twee mislukte veldtochten naar de landerijen van de Stroganoffs georganiseerd en hoefde daarom niet te rekenen op clementie van de Russen toen deze de overige Mansische en Chantische vorstendommen als vazalstaten incorporeerden in tsaristisch Rusland. In feite waren deze veldtochten echter een reactie op de zich steeds verder uitbreidende landerijen van de Stroganoffs ten koste van de grondgebieden van de Siberische volken. De Stroganoffs grepen de kans echter aan om de tsaar ervan te overtuigen dat hun Russische nederzettingen bewapening nodig hadden en mochten kozakken inzetten om zich te beschermen. Zij huurden daarop Jermak in, die de Mansen onderwierp en het begin aanmerkte van de Russische verovering van Siberië.

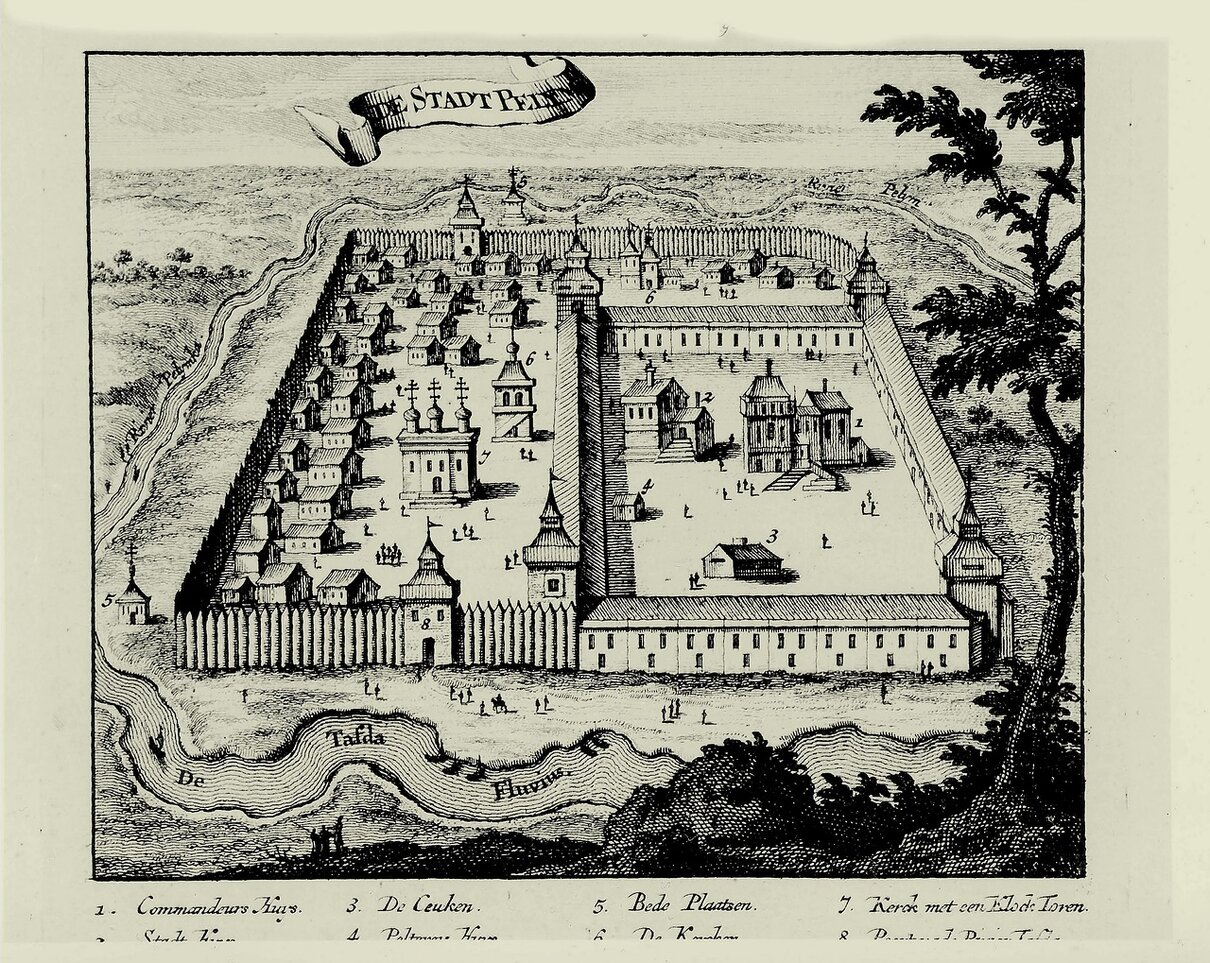
Nederlandse gravure van de stad Pelym uit de 17e eeuw

In 1588 werd het vorstendom onderworpen door dienstlieden uit Tobolsk en in 1589 werd het vorstendom schatplichtig gemaakt aan de Russische tsaren (jasak). In dat jaar werd ook de ostrog Lozvinski gebouwd aan de instroom van de Ivdel in de Lozva (nu onderdeel van de stad Ivdel). In 1590 braken echter nieuwe opstanden uit onder leiding van de Siberische kan Küçüm, die het einde vormden van het Siberisch kanaat en tevens de vernietiging van het Vorstendom Pelym. Ablegirim zag zijn kans namelijk schoon en gaf zijn "loyaliteit" aan Moskou op en scheidde zich met zijn legertje achter Küçüm. De Russen hadden echter superieure wapens en in 1591 werden de Tataars-Siberische legers gebroken door vojevoda Vladimir Koltsov-Masalski van Tobolsk. In 1592 werd een nieuwe campagne gestart tegen de Mansische vorstendommen en in 1593 werd Pelym aangevallen en Ablegirim met zijn hele gezin gevangengenomen. Volgens andere bronnen werd hij en zijn hele familie gedood op zijn jongste zoon na.

### Russisch steunpunt, handelsplaats en verbanningsoord
Meteen werd het gebied der Mansen ingekapseld door de bouw van een ostrog (houten fort) op de plek van Pelym (door Petr Gortsjakov) en een op de plek van het huidige Soergoet in 1593. Nog in 1599 waren er Mantische plunderingen van gebieden van de Stroganoffs. Het fort Pelym werd al meteen gebruikt als verbanningsoord toen Boris Godoenov er meteen in 1593 inwoners uit Oeglitsj naartoe stuurde die hadden deelgenomen aan de bloedige opstand in Oeglitsj nadat duidelijk was geworden dat de jonge zoon Dimitri van tsaar Ivan de verschrikkelijke was gestorven, waarvan regent Boris Godoenov werd verdacht door de bevolking. Dit waren de eerste van de honderdduizenden Russen die gedwongen werden naar Siberië te gaan in de eeuwen daarop, waaronder ook veel prominente Russen. In 1601 werden Ivan en Vasili Nikitisj Romanov naar Pelym verbannen, in de 18e eeuw Ernst Johann Biron en Burkhard Christoph von Münnich en in de 19e eeuw de decembristen Aleksander von der Briggen en V. Vronatski.

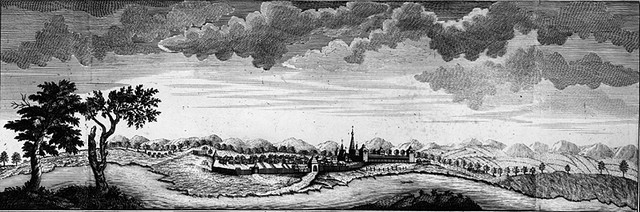
Gravure van de stad Pelym uit de 18e eeuw

Het fort vormde in de 17e eeuw een belangrijke handelsplaats, daar ze gelegen was aan de Tavda en als zodanig in het verlengde lag van de handelsroute vanuit Verchotoerje, de enige Russische handelsroute door de Oeral in die tijd. Toen de omringende Mansen waren onderdrukt verloor het fort echter haar waarde als bestuurlijk centrum. Toen vervolgens de Siberische Trakt in het zuiden ontstond door Jekaterinenburg, verdween ook haar functie als handelsplaats.

### Sovjetperiode
In 1928 werd hier een van de eerste communes opgericht in het kader van de collectivisatie, hetgeen vervolgens een kolchoz werd en in 1950 eindelijk een landbouw-artel. Door reorganisaties zakte de gemeenschapslandbouw echter in tijdens de jaren zeventig.
De bevolking bedroeg ongeveer 300 mensen in 1761. Eind 19e eeuw bedroeg hun aantal 70 personen. In de jaren zeventig telde Pelym nog 40 huizen. In 1996 woonden er nog slechts 24 mensen. De plaats is gericht op de landbouw (vooral aardappelen en groenten) en is grotendeels zelfvoorzienend.